# Princess India of Afghanistan
Princesa India de Afganistán, en pastún / en darí: شاهدخت اندیا‎ Shahdukht India, en italiano: Principessa India d'Afghanistan; (Bombay, 7 de junio de 1929-Roma, 13 de octubre de 2023) fue una miembro de la realeza afgana. 

## Biografía
La princesa India nació en Bombay (India británica) cinco meses después de la abdicación de su padre, el 14 de enero de 1929, y recibió su nombre en honor del país al que huyeron al exilio. Era la hija menor del rey emérito de Afganistán Amanulá Khan y de la reina consorte Soraya Tarzi. Poseía el título de princesa de la casa real de Mohammadzai-Tarzi. Tras una invitación de la reina Elena de Italia, la familia se instaló finalmente en Roma, donde la princesa creció y continuó estableciendo su hogar.
India estudió en la Pensión Marie-José de Gstaad (Suiza) y en la Pontificia Universidad Gregoriana de Roma (Italia).
India visitó Afganistán por primera vez en 1968 e inició una labor benéfica en favor de los niños afganos en busca de ayuda.
En la década de 2000, la Princesa India creó en Kabul la Fundación Cultural Mahmud Tarzi (MTCF), de la que fue vicepresidenta en 2010. En 2006, el presidente afgano Hamid Karzai nombró a la Princesa India Embajadora Cultural en Europa. Pasó su tiempo entre Roma y Kabul antes de la toma del poder por los talibanes en 2021 y dio conferencias por toda Europa.
La princesa India de Afganistán falleció el 13 de octubre de 2023, a la edad de 94 años.

## Reconocimientos
En septiembre de 2011, la princesa India de Afganistán fue galardonada por la Asociación de Mujeres Afgano-Estadounidenses por su labor en favor de los derechos de las mujeres. En 2012, Radio Azadi la nombró «Persona del Año» por su labor humanitaria.
En agosto de 2019, la princesa India fue invitada por el Gobierno afgano a participar en las celebraciones estatales del centenario de la independencia de Afganistán.

## Vida personal
La Princesa India se casó dos veces y tuvo dos hijas (del primer matrimonio) y un hijo (del segundo).
La Princesa India consideraba a su madre como una figura positiva en el Afganistán contemporáneo, calificando sus logros de «muy apreciados por los afganos», y añadiendo sus discursos de «cómo animó a las mujeres afganas a independizarse, a aprender a leer y escribir». En cuanto a los derechos de las mujeres en Afganistán, India pensaba que se necesita más educación para los hombres afganos para mejorar la situación. También dijo del burka que «no es una prenda afgana y ni siquiera es una prenda islámica».